# It Takes a Lot to Know a Man
It Takes a Lot to Know a Man is een nummer van de Ierse singer-songwriter Damien Rice uit 2015. Het is de vierde single van zijn derde studioalbum My Favourite Loaded Fantasy.
"It Takes a Lot to Know Man" werd enkel in Vlaanderen een bescheiden succes, met een 14e positie in de tipparade. In Nederland werd het nummer regelmatig gedraaid voor NPO 3FM en NPO Radio 2, maar de hitparades werden niet gehaald.

## Tracklijst
Digital
1. "It Takes A Lot to Know a Man" (Radio Edit) - 3:38